# Richard Dawkins
Richard Dawkins, britanski etolog, evolucijski biolog in pisatelj znanstvene literature, * 26. marec 1941, Nairobi, Kenija. 
Dawkins je član Kraljeve družbe in Kraljeve družbe za književnost. Deluje na mestu »Charles Simonyijevega stola za javno razumevanje znanosti« na Oxfordski univerzi in je član profesionalnega kolegija na New College, Oxford.
Zaradi svojega odločnega branjenja evolucije ga mediji pogosto nazivajo z vzdevkom »Darvinov rotvajler«, kot analogijo z angleškim biologom T.H. Huxleyem, ki nosi vzdevek »Darvinov buldog«.
Zaslovel je leta 1976 s knjigo Sebični gen, ki je popularizirala na gene osredotočeno gledanje na evolucijo in uvedla izraz mem. S knjigo The extended phenotype (Razširjeni fenotip) je leta 1982 ustvaril pogosto citiran prispevek k evolucijski biologiji. Glavno sporočilo knjige je, da fenotipsko delovanje genov ni omejeno le na lastni organizem, temveč lahko vpliva tudi na zunanje okolje, vključno z drugimi organizmi.
Poleg njegovega delovanja na področju evolucijske biologije je Dawkins poznan po svojem zagovarjanju ateizma. Je goreč kritik kreacionizma in inteligentnega načrta. V knjigi Bog kot zabloda (The god delusion) iz leta 2006 je utemeljil idejo, da bog skoraj gotovo ne obstaja, zato je versko prepričanje posledično zabloda. Angleška izdaja knjige bila do novembra 2007 prodana v več kot 1.5 milijonih izvodov in je tudi pospešila prodajo Svetega pisma in drugih knjig o ateizmu. Knjiga Bog kot zabloda je bila prevedena v 31 drugih jezikov in je Dawkinsonova najpopularnejša knjiga.

## Filmski dokumentarci in pogovori
- Nice Guys Finish First (1987)
- The Blind Watchmaker (1987)
- Growing Up in the Universe (1991)
- Break the Science Barrier (1996)
- The Root of All Evil? (2006)
- The Enemies of Reason (2007)
- The Genius of Charles Darwin (2008)